# Titularbistum Gibba
Das Bistum Gibba (italienisch diocesi di Gibba, lateinisch Dioecesis Gibbensis) ist ein Titularbistum der römisch-katholischen Kirche. 
Der Bischofssitz Gibba, das der kleinen Ruine Henchir-Dibba nördlich von Tebessa, genauer 8 km ostsüdöstlich von Ksar-Galaba in Algerien entspricht, befand sich in Numidien, einer historischen Landschaft in Nordafrika.
| Titularbischöfe von Gibba |                                          |                                                                       |                    |                   |
| Nr.                       | Name                                     | Amt                                                                   | von                | bis               |
| 1                         | André-Jean-François Defebvre CM          | Apostolischer Vikar von Ningbo (Republik China)                       | 23. Dezember 1926  | 11. April 1946    |
| 2                         | Hilaire Marie Vermeiren MSC              | Apostolischer Vikar von Coquilhatville (Demokratische Republik Kongo) | 10. April 1947     | 10. November 1959 |
| 3                         | Alphonse Verwimp SJ                      | emeritierter Bischof von Kisantu (Demokratische Republik Kongo)       | 27. Oktober 1960   | 11. Oktober 1964  |
| 4                         | Mário de Miranda Vilas-Boas              | emeritierter Erzbischof von Paraíba (Brasilien)                       | 18. Mai 1965       | 23. Februar 1968  |
| 5                         | Emile-Elie Verhille CSSp                 | emeritierter Bischof von Fort-Rousset (Kongo)                         | 2. März 1968       | 2. Dezember 1977  |
| 6                         | James Hector MacDonald CSC               | Weihbischof in Hamilton (Kanada)                                      | 9. Februar 1978    | 12. August 1982   |
| 7                         | Serafín Luis Alberto Cartagena Ocaña OFM | Apostolischer Vikar von Zamora in Ecuador                             | 10. September 1982 |                   |